# Francisco de Zárate y Terán
Francisco de Zárate y Terán (Guipúzcoa, ? - Cuenca, 21 de diciembre de 1679) fue un religioso español. Estudió en el Colegio Mayor de Santa Cruz de Valladolid, presidente de la Real Audiencia y Chancillería de Valladolid, obispo de Segovia y finalmente de Cuenca, sede que ocupaba cuando falleció.
Siendo obispo de Cuenca escribió la obra Decisiones Sacra Rotae romanae, coram reverendissimis patribus... (1673).
| Predecesor: Juan del Pozo Horta    | Obispo de Segovia 1661 – 1664 | Sucesor: Diego Escolano y Ledesma  |
| Predecesor: Juan Francisco Pacheco | Obispo de Cuenca 1664 – 1679  | Sucesor: Alonso Antonio San Martín |